# Jan Rot (zanger)
Jan Rot (Makassar (Indonesië), 25 december 1957 – Rotterdam, 22 april 2022) was een Nederlandse zanger, componist, tekstdichter en columnist. Hij werd musicus in 1978, maar een doorbraak bleef aanvankelijk uit. Hij deed werk voor verscheidene media en theatertournees. In de jaren na 2000 werd hij vertaler van hits van anderen en hertaler van beroemde werken uit de klassieke muziek.

## Jeugd
Rot was een zoon van een zendingsarts. Hij werd in 1957 in Indonesië geboren in het zendingsziekenhuis Labuang Badji in Makassar, op Sulawesi (toen nog Celebes). Zijn vader assisteerde bij zijn geboorte. In 1969 ging het gezin naar Nederland. Rot deed de brugklas op het Eerste Christelijk Lyceum in Haarlem en verhuisde in 1971 naar het Drentse Zuidwolde. Hij doorliep het Menso Alting College in Hoogeveen en was daar ook actief bij het Scala Centrum voor de Kunsten. Rot studeerde in 1976 enkele weken Nederlandse taal- en letterkunde aan de Rijksuniversiteit Groningen en ging vervolgens met vrienden in een boerderij in Zuidhorn wonen waar hij liedjes schreef. Rot kreeg een baantje bij Usva en leerde daar muziek coördineren en programmeren. Ook begon hij daar als invalpianist bij bandjes.

## Carrière tot 2000
Zijn eerste muzikale voetstappen zette Rot in maart 1976, toen hij toetsenist werd van Bluesgroep Drenthe uit Hollandscheveld. In 1978 vervolgde hij zijn muzikale carrière als zanger, frontman en liedjesschrijver van zijn bands Streetbeats en Ratata. In 1982 besloot hij solo verder te gaan. Met een op vroege popliedjes geënt 'novelty'-repertoire bracht hij het album Single uit. De titel sloeg, behalve op zijn status als soloartiest, op Rots overtuiging dat elk nummer op de elpee in principe een hitsingle moest kunnen zijn. De van het album getrokken singles Counting Sheep en Bobby, Roger & Eileen leken die ambitie waar te gaan maken, maar bleven uiteindelijk in de Tipparade steken, net als drie latere nummers. Naast zijn optredens als zanger schreef Rot een roman en werd hij columnist bij Muziekkrant OOR.
In 1990 maakte hij als liedjesschrijver een ommezwaai door van het Engels over te stappen op de Nederlandse taal. Hij profileerde zich, licht ironisch, als een mengeling van Pierre Kartner en de Tröckener Kecks. Het album Hoop & Liefde was het eerste resultaat van deze keuze en het leverde Rot bijval op, maar weinig zakelijk succes. Wel zouden levensliedartiesten als Jacques Herb en Anneke Grönloh liedjes van Rot op hun repertoire zetten.
In de jaren '90 ontplooide Rot een verscheidenheid aan activiteiten. Zo werkte hij als columnist bij Avenue en Nieuwe Revu en presenteerde hij het homoprogramma Lieve Jongens Allemaal bij RTL. In muzikaal opzicht raakte Rot deze periode bekend als de man die van zijn gebrek aan succes zijn handelsmerk maakte. Boudewijn Büch zei daarover:
"Jan Rot staat aan Nederlands top in het cultiveren van zijn eigen miskenning".
Ondertussen trokken Rots shows met cabaret en muziek redelijk gevulde zalen door heel Nederland. Boudewijn de Groot noemde in het cd-boekje van Een hele tour Rots album Schout bij Nacht uit 1995 'een van de mooiste Nederlandstalige albums ooit'. In 1999 deed Rots compositie E-mail to Berlin mee aan de Nederlandse voorronde voor het Eurovisiesongfestival, gezongen door het duo Double Date. Ondanks een laatste plaats in die voorronde werd het nummer een bescheiden hit.

## Vanaf 2000 - Vertalen en hertalen
In 2000 sloeg Rot opnieuw een andere weg in, eerst als vertaler en vertolker van wereldhits, maar later ook als hertaler van meesterwerken uit de klassieke muziek. Deze koerswijziging bracht hem uiteindelijk ook erkenning. Rot mocht een gouden plaat in ontvangst nemen en wordt soms een "virtuoos hertaler" genoemd. Recensenten waren overwegend positief en Rot mocht een lezing verzorgen aan een universiteit.

### Vertaalde hits

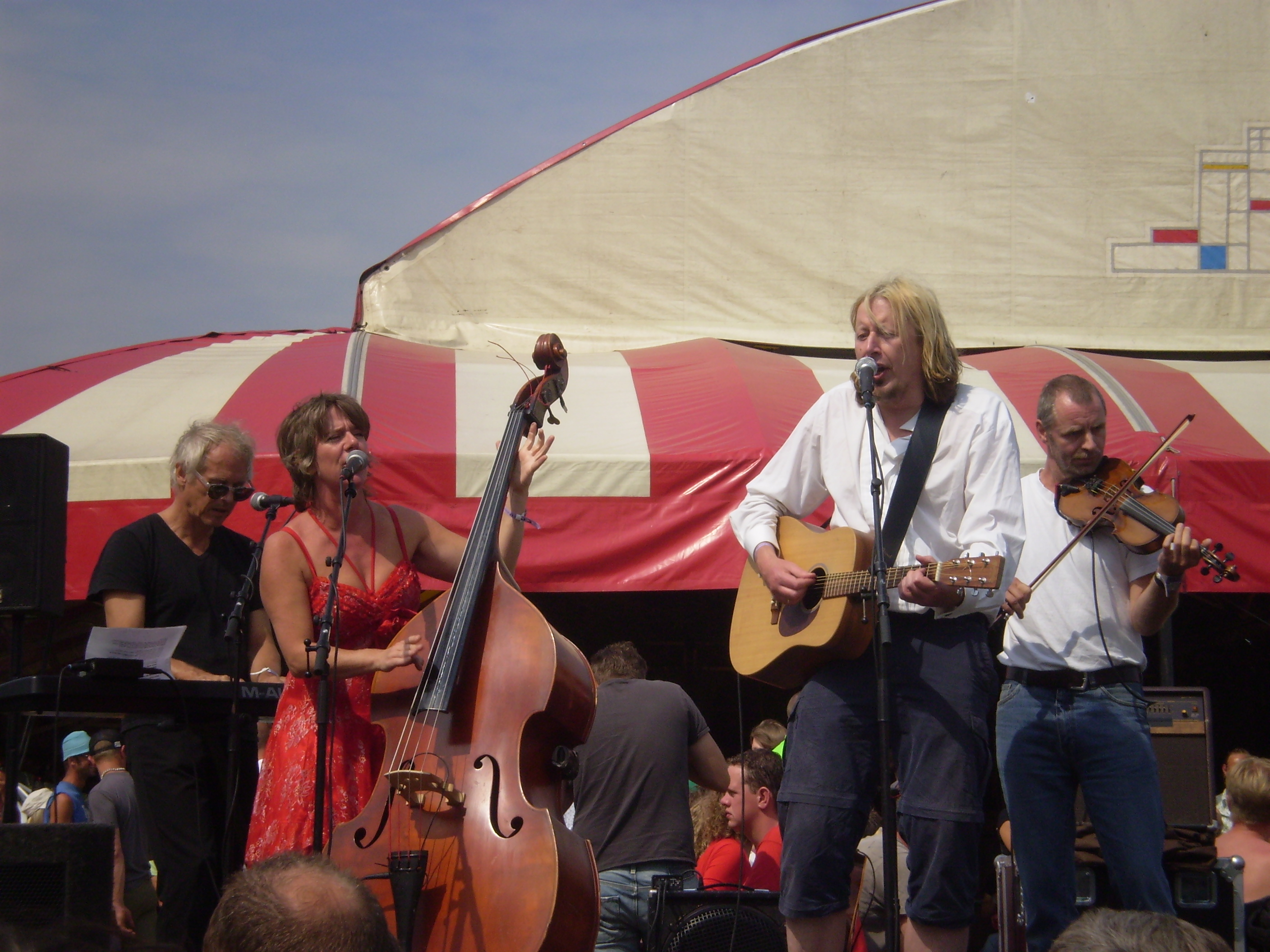
An + Jan op Lowlands 2008

Met ex-Berini Marjolein Meijers deed Rot jarenlang tournees onder de naam "An + Jan", met telkens weer een nieuw pakket vertaalde hits, meestal vergezeld door muzikanten Jan van der Meij en Jakob Klaasse. Ook brachten zij een achttal cd's uit met opnames daarvan, dan aangevuld met drummer Leon Klaasse.
Er verschenen vertalingen op cd's van Astrid Nijgh, Jan Keizer en Anneke Grönloh. Van de Franse klassiekers op het Rob de Nijs-album Chansons waren er zeven van de hand van Rot, waaronder de single Wieringerwaard (origineel: Les lacs du Connemara). Ook Karin Bloemen en Het Groot Niet Te Vermijden hadden vertalingen van Rot in het programma. Zijn vertaling van Nothing Rhymed van Gilbert O'Sullivan tot Ongerijmd werd in het repertoire opgenomen door BLØF. Rot veroorloofde zich een flinke portie artistieke vrijheid bij het hertalen, naar eigen zeggen "om zo dicht mogelijk bij de geest van een lied te blijven." Maar de ervaren theatermaker was ook niet vies van een vrolijke noot in zijn repertoire, zoals het nummer Ankie (naar Angie van de Rolling Stones).

### Klassieke muziek
In 2003 maakte Rot zijn entree in de klassieke wereld met vertalingen van Franz Schubert en Robert Schumann, gezongen door klassiek geschoolde zangers als Maarten Koningsberger (Winterreise) en Ernst Daniël Smid (Dichtersliefde). In 2006 kwam Rot met een "hertaling" van de Matthäus-Passion van Bach. De cd-uitvoering door het Residentie Bachkoor op het label "Deutsche Grammophon" stond in de paasweek op nr. 1 in de MegaAlbumChart, hetgeen als uniek werd gezien voor een album met klassieke muziek. De verkoopcijfers van deze cd leverden Rot zijn eerste gouden plaat op en veel goede recensies. Toch kwam het Rot ook op kritiek te staan. De klassieke muziekkenner Kees Koudstaal sprak van "debilisering van Bach". In december 2007 ging Rots hertaling van Ein deutsches Requiem van Brahms in première, met de titel Een Hollands requiem. In 2010 verzorgde Jan Rot de Charpentier-teksten voor De ingebeelde zieke van Molière op de Utrechtse Spelen. Augustus 2019 werd in het  Steengroevetheater in Winterswijk zijn vertaling van Die Zauberflöte van Mozart, uitgevoerd met Marco Bakker als Sarasthro en Peter Lusse als Papageno.

### Musicals
In 2007 speelde Rot de rol van "Pa" in de musical Doe Maar! Ook verzorgde hij de liedteksten voor de vertaling van de musical Hair. Eind 2008 werd de door Rot vertaalde rockopera Tommy van The Who door DI-RECT uitgebracht op cd als Di-rect doet Tommy en uitgevoerd tijdens een theatertournee onder regie van Jos Thie. Najaar 2009 maakte Rot de teksten voor De Palingvissers, waarbij operaliederen werden bewerkt tot een musical die zich afspeelt in Volendam. In 2013/14 leverde Rot de vertaling voor de Van den Ende-musicals Jersey Boys en Love Story. Hij was ook de vertaler van de musical Hello, Dolly! met onder anderen rollen voor Simone Kleinsma en Paul de Leeuw. Deze musical werd een speeldag na de première stilgelegd vanwege de coronapandemie.

## Vanaf 2010

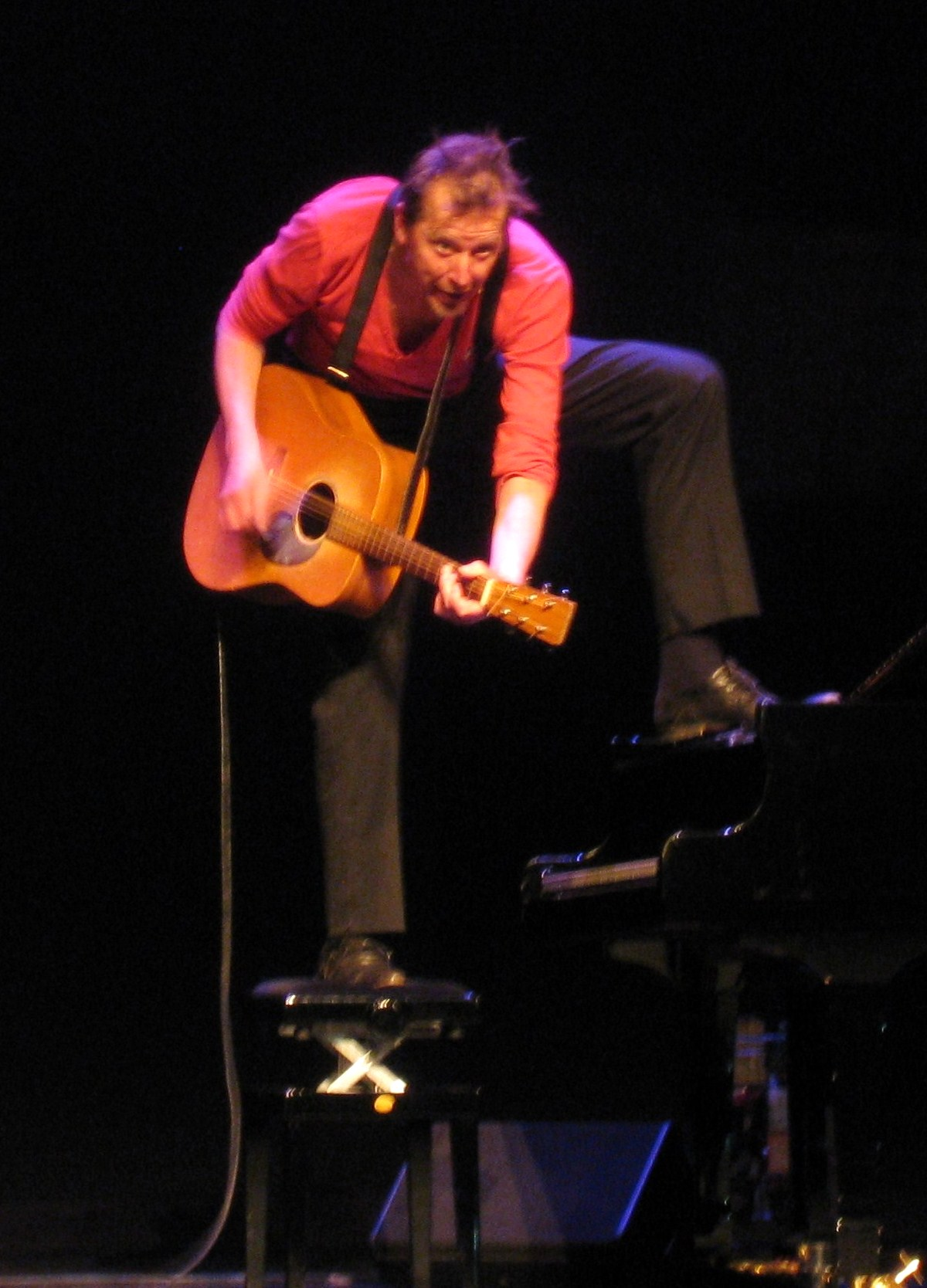
Jan Rot tijdens zijn show "Nummerrr 1!!!"

Van 2011 tot 2014 presenteerde Rot het programma Componist van de week op Radio 4. In mei 2011 waren er diverse uitvoeringen van zijn vertalingen van het liedwerk van Gustav Mahler, onder andere 'De Kinderdodenzang' Kindertotenlieder door het Matangi Quartet en 'Lied van de aarde' das Lied von der Erde door het Residentie Orkest. In 2012 vertaalde hij voor het Apollo Ensemble de Boerencantate van Bach van de dorpjes rond Leipzig naar een denkbeeldig Lelystad in de 18e eeuw.
Seizoen 2012/13 bracht "De grote Jan Rot show" met een overzicht van hoogtepunten uit de dertig jaar sinds debuut Counting Sheep. De aftrap vond plaats op 13 mei 2012, opnieuw in Carré. Onder anderen Riem de Wolff, Lenette van Dongen, Henkjan Smits, Henk Westbroek, Marco Bakker, DI-RECT en Rob de Nijs zouden er zijn vertalingen zingen. In 2013 en 2014 was Rot op tournee met "Nummerrr 1!!!" , een eenmansshow met vertaalde nummer 1-hits. Begin 2015 werd de tachtigste geboortedag van Elvis Presley gevierd in Carré, waarbij o.a. Angela Groothuizen, Claudia de Breij, Frederique Spigt, Lucky Fonz III en Ron Brandsteder Jans hertalingen van Elvisliedjes zongen. Dat seizoen was Rot in de theaters te zien met de voorstelling Kampvuur, met bewerkingen van onder meer Simon & Garfunkel, Bob Dylan en Joan Baez. Ook was hij sindsdien jaarlijks verteller in een bewerking door Tango Extremo van Bachs Mattheuspassie in Rots hertaling.
- In maart 2013 zongen Rot en zijn kinderen, als 'Jan Rot en de Rotjes', twee nummers van Elly en Rikkert mee tijdens het jubileumconcert van dat duo in Carré.
- In september 2015 ging 'Jong & Veelbelovend' in première, waarin Rot terugging naar zijn jaren zeventig.
- Van januari 2016 t/m juni was Rot bandleider in Chez Brood, een theatervoorstelling over het leven van Herman Brood, met onder anderen Stefan Rokebrand, Owen Schumacher en Tibor Lukacs.
- In maart 2017 stond op het eerste album van Vreemde Kostgangers het lied 'Paulus Potterlaan', een tekst van Rot, met muziek van Boudewijn de Groot.
- Van april t/m juni 2017 toerde Rot opnieuw in gezelschap van Marjolein Meijers en Jan van der Meij met vertaalde zomerhits als 'An + Jan Vakantiealbum'. Na de zomer begon een nieuwe solo, ditmaal over zijn jaren 80: 'Seks & Drugs & Rot & Roll'.
- Op 3 december 2017 vierde hij in Carré alvast zijn 60e verjaardag met gasten als Henk Hofstede, Fay Lovsky en Lois Lane met een avond vol vertaalde Nederpop. Rockers in Holland.
- Maart 2018 verscheen de cd Magistraal onder de noemer Jan Rotband, waarmee Rot op tournee ging onder de titel 'Het Beste'.
- Seizoen 19-20 was hij weer solo, met 'O ja!', een terugkeer naar de jaren 90. Behalve een album verscheen ook een boek met die titel bij Uitgeverij Atlas Contact, waarin elk hoofdstuk een jaar uit dat decennium beslaat.
- September 2020 begon de tournee 'Alle tijd', met vooral veel nieuwe vertalingen uit het American Songbook. Rot werd opnieuw vergezeld van pianist Jakob Klaasse, die al zo vaak met hem toerde, ook ten tijde van Single en tournees begin deze eeuw en daarbij veel van Rots platen produceerde, o.a. 'Single', 'Koning Jan', 'Schout bij Nacht' en 'Alle 13 Schubert'.

## Privé
Rot was volgens eigen zeggen een 'hotero'. Met het ouder worden verloor hij zijn belangstelling voor jongens, zoals beschreven in zijn autobiografische roman Meisjes.
Hij trouwde mei 2001 met fotografe en schrijfster Daan de Launay ('Dame Daan') en kreeg tussen 2002 en 2011 met haar vier kinderen ('de Rotjes').
In april 2021 bleek Rot ernstig ziek vanwege een tumor in zijn darmen. Op 31 juli 2021 maakte hij bekend dat hij ondanks verwijdering van de tumor vanwege uitzaaiingen ongeneeslijk ziek was. Hij had sindsdien een column in Algemeen Dagblad over het leven met kanker. Hij overleed op 22 april 2022.
In het AvroTros-televisieprogramma Volle Zalen sprak hij in maart 2022 met presentator Cornald Maas over alle (media-)aandacht die hij kreeg sinds hij zijn ziekte openbaar maakte; "Als je zomaar omvalt, dan maak je er niks van mee. Nu is er zo'n storm van warmte." Eerder vond de zanger naar eigen zeggen meer dat zijn ‘erfenis of de meesterwerken’ die hij had gemaakt, moesten worden herinnerd als hij er niet meer was. Maar nu dacht hij niet meer zo: "Mijn meesterwerken zijn mijn vier kinderen, vooral dankzij mijn vrouw Daan."

## Onderscheidingen
- In november 2006 werd Rot onderscheiden met de Master and creator Moraline prijs 2006 voor zijn bewerking van de Mattheüspassie.
- Op 8 december 2007 ontving Rot een koninklijke onderscheiding: Ridder in de Orde van Oranje-Nassau, tijdens een concert in Carré ter gelegenheid van zijn vijftigste verjaardag.
- Op 10 april 2016 won Rot de Annie M.G. Schmidt-prijs met zijn nummer Stel dat het zou kunnen als beste theaterlied van 2015. December 2016 werd hij daarom uitgenodigd bij de 'uitblinkerslunch' op paleis Noordeinde. In de Evergreen Top 1000 bereikte het nummer in 2022 de hoogste positie; 153.
- Op 9 april 2017 was Rot opnieuw genomineerd voor de Annie M.G. Schmidt-prijs, nu met het lied "Solidariteit".

## Discografie

### Albums
| Album met eventuele hitnotering(en) in de Nederlandse Album Top 100 | Datum van verschijnen | Datum van binnenkomst | Hoogste positie | Aantal weken | Opmerkingen             |
| ------------------------------------------------------------------- | --------------------- | --------------------- | --------------- | ------------ | ----------------------- |
| I.P.V. Kaarten                                                      | 2022                  | -                     |                 |              |                         |
| Alle Tijd                                                           | 2020                  | -                     |                 |              |                         |
| Wonderlijk mooi                                                     | 2019                  | -                     |                 |              |                         |
| O ja!                                                               | 2019                  | -                     |                 |              |                         |
| Magistraal                                                          | 2018                  | -                     |                 |              |                         |
| An + Jan Vakantiealbum                                              | 2017                  | -                     |                 |              |                         |
| #Stopdetijd                                                         | 2016                  | -                     |                 |              |                         |
| Jong & Veelbelovend                                                 | 2015                  | -                     |                 |              |                         |
| Kampvuur                                                            | 2014                  | -                     |                 |              |                         |
| Nummerrr 1                                                          | 2013                  | -                     |                 |              |                         |
| Weg naar Walhalla                                                   | 2012                  | -                     |                 |              |                         |
| De grote Jan Rot plaat                                              | 2012                  | -                     |                 |              |                         |
| Ik hou van jou                                                      | 2011                  | -                     |                 |              |                         |
| Jan Rot hertaalt Beatles + Stones                                   | 2010                  | -                     |                 |              |                         |
| Het beste van Jan Rot                                               | 2010                  | -                     |                 |              |                         |
| De Palingvissers                                                    | 2009                  | -                     |                 |              |                         |
| An + Jan doen de Top 100 aller tijden                               | 2009                  | -                     |                 |              |                         |
| Hallelujah                                                          | 2008                  | -                     |                 |              |                         |
| An + Jan gaan Landelijk                                             | 2008                  | -                     |                 |              |                         |
| An + Jan Vrolijk Kerstfeest                                         | 2007                  | -                     |                 |              |                         |
| An + Jan Nieuw op 1                                                 | 2006                  | -                     |                 |              |                         |
| Nachtlied                                                           | 2005                  | -                     |                 |              |                         |
| An + Jan Grootste Hits II                                           | 2005                  | -                     |                 |              |                         |
| Alle 13 Schubert                                                    | 2003                  | -                     |                 |              |                         |
| An + Jan Grootste hits I                                            | 2003                  | -                     |                 |              |                         |
| "Ja, ik wil!"                                                       | 2001                  | -                     |                 |              |                         |
| Van Rot Los                                                         | 2000                  | -                     |                 |              |                         |
| Meisjes                                                             | 1999                  | -                     |                 |              |                         |
| Piano & Gitaar                                                      | 1997                  | -                     |                 |              |                         |
| Rot voor jou                                                        | 1996                  | -                     |                 |              |                         |
| Schout bij Nacht                                                    | 1994                  | -                     |                 |              |                         |
| Koning Jan                                                          | 1993                  | -                     |                 |              |                         |
| Een zee van tranen                                                  | 1992                  | -                     |                 |              |                         |
| Hoop & Liefde                                                       | 1990                  | -                     |                 |              |                         |
| Rot, Warm & Tender                                                  | 1987                  | -                     |                 |              |                         |
| Rot & Roll                                                          | 1984                  | -                     |                 |              |                         |
| Single                                                              | 1982                  | -                     |                 |              |                         |
| Boys + Girls                                                        | 1979                  | -                     |                 |              | als de band Streetbeats |

Het Engelstalige werk staat verzameld op de cd's:
- Counting Sheep (singles 1982-1988)
- For LP fans only (LP tracks 1982-1988)

### Enkele singles
| Single met eventuele hitnotering(en) in de Nederlandse Top 40 | Datum van verschijnen | Datum van binnenkomst | Hoogste positie | Aantal weken | Opmerkingen                      |
| ------------------------------------------------------------- | --------------------- | --------------------- | --------------- | ------------ | -------------------------------- |
| Counting sheep                                                |                       | 29-5-1982             | tip             |              | 32 in de Nationale Hitparade     |
| Bobby, Roger & Eileen                                         |                       | 7-8-1982              | tip             |              | 29 in de Nationale Hitparade     |
| Koh-I-Noor                                                    |                       | 4-12-1982             | tip             |              | 38 in de Nationale Hitparade     |
| Ooh wee (My baby's gone)                                      |                       | 31-3-1984             | tip             |              | 48 in de Nationale Hitparade     |
| Op een mooie pinksterdag                                      |                       | 9-1-1991              | tip             |              | met Rick de Leeuw                |
| Naast jou                                                     |                       | 10-1997               | tip             |              | met Boudewijn de Groot           |
| Groot Avontuur                                                | 6-1999                |                       |                 |              | met Boudewijn de Groot op gitaar |
| Schapen                                                       | 1-2012                |                       |                 |              |                                  |
| Ramona                                                        | 5-2012                |                       |                 |              | met Riem de Wolff                |
| #Zomersingle                                                  | 6-2016                |                       |                 |              |                                  |
| Sovjetchick & ik (Russian Spy and I)                          | 12-2017               |                       |                 |              |                                  |
| Wij zijn er nog                                               | 12-2018               |                       |                 |              |                                  |

### Evergreen Top 1000
| Evergreen Top 1000 "Stel Dat Het Zou Kunnen - Jan Rot" | Evergreen Top 1000 "Stel Dat Het Zou Kunnen - Jan Rot" | Evergreen Top 1000 "Stel Dat Het Zou Kunnen - Jan Rot" | Evergreen Top 1000 "Stel Dat Het Zou Kunnen - Jan Rot" | Evergreen Top 1000 "Stel Dat Het Zou Kunnen - Jan Rot" | Evergreen Top 1000 "Stel Dat Het Zou Kunnen - Jan Rot" | Evergreen Top 1000 "Stel Dat Het Zou Kunnen - Jan Rot" | Evergreen Top 1000 "Stel Dat Het Zou Kunnen - Jan Rot" | Evergreen Top 1000 "Stel Dat Het Zou Kunnen - Jan Rot" | Evergreen Top 1000 "Stel Dat Het Zou Kunnen - Jan Rot" | Evergreen Top 1000 "Stel Dat Het Zou Kunnen - Jan Rot" | Evergreen Top 1000 "Stel Dat Het Zou Kunnen - Jan Rot" | Evergreen Top 1000 "Stel Dat Het Zou Kunnen - Jan Rot" | Evergreen Top 1000 "Stel Dat Het Zou Kunnen - Jan Rot" | Evergreen Top 1000 "Stel Dat Het Zou Kunnen - Jan Rot" | Evergreen Top 1000 "Stel Dat Het Zou Kunnen - Jan Rot" | Evergreen Top 1000 "Stel Dat Het Zou Kunnen - Jan Rot" |      |
| Jaar                                                   | 2008                                                   | 2009                                                   | 2010                                                   | 2011                                                   | 2012                                                   | 2013                                                   | 2014                                                   | 2015                                                   | 2016                                                   | 2017                                                   | 2018                                                   | 2019                                                   | 2020                                                   | 2021                                                   | 2022                                                   | 2023                                                   | 2024 |
| ------------------------------------------------------ | ------------------------------------------------------ | ------------------------------------------------------ | ------------------------------------------------------ | ------------------------------------------------------ | ------------------------------------------------------ | ------------------------------------------------------ | ------------------------------------------------------ | ------------------------------------------------------ | ------------------------------------------------------ | ------------------------------------------------------ | ------------------------------------------------------ | ------------------------------------------------------ | ------------------------------------------------------ | ------------------------------------------------------ | ------------------------------------------------------ | ------------------------------------------------------ | ---- |
| Positie                                                | -                                                      | -                                                      | -                                                      | -                                                      | -                                                      | -                                                      | -                                                      | -                                                      | -                                                      | -                                                      | -                                                      | -                                                      | -                                                      | -                                                      | 153                                                    | 222                                                    | 198  |

## Wetenswaardigheden
- In 2012 stond Rot in de finale van de quiz De Slimste Mens, die werd gewonnen door Arjen Lubach. Voor de laatste vraag stonden zij precies gelijk (elk op 42 seconden), maar hield Lubach (ondanks dat hij had moeten passen) toch de beurt. De finale werd bekeken door zo'n 1,1 miljoen mensen. Vanwege zijn ziekte en omdat het de laatste wens betrof van de toen inmiddels terminale Rot, werd hij in het seizoen 2021/2022 bij uitzondering nog een keer uitgenodigd. Hij deed in totaal vijf afleveringen mee en werd twee keer de slimste van de dag. In de finaleweek verloor hij echter de kwartfinale van regisseur Johan Nijenhuis.[17]
- Tijdens de Tweede Kamerverkiezingen van 2017 was Rot een van de lijstduwers op de kandidatenlijst van de Partij voor de Dieren en behaalde hij 274 stemmen.